# Blade II (videojuego)
Blade II es un videojuego de acción beat 'em up de 2002 desarrollado por Mucky Foot Productions y publicado por Activision para PlayStation 2 y Xbox. Originalmente programado para su estreno en Norteamérica el mismo día que el estreno en cines de la película de 2002 del mismo nombre (22 de marzo), finalmente se estrenó el 3 de septiembre, el mismo día en que se estrenó la película el DVD.
El juego no es una adaptación directa de la película, sino que en realidad es una secuela, que tiene lugar entre los eventos de Blade II y Blade: Trinity. Ambientada seis meses después de los eventos de la película, sigue a Blade y Whistler mientras intentan evitar que los vampiros creen una raza de supervampiros incluso más poderosos que los Reapers.
Los desarrolladores defendieron el juego como la introducción de un nuevo tipo de combate cuerpo a cuerpo nunca antes visto en los videojuegos. Sin embargo, a la mayoría de los críticos no les gustó el sistema, y el juego en su conjunto recibió críticas principalmente negativas tanto en PlayStation 2 como en Xbox. El juego también fue un fracaso comercial, vendiendo menos de medio millón de unidades en ambas plataformas.

## Jugabilidad
Blade II es un  action/beat 'em up jugado desde un perspectiva en tercera persona, con el jugador controlando Blade con el movimiento del joystick analógico izquierdo. El juego se centra principalmente en el combate cuerpo a cuerpo, aunque permite el uso de armas de fuego.
El combate se controla mediante la palanca analógica derecha, lo que permite lo que los desarrolladores llaman un "sistema de combate de 360°": el jugador mueve la palanca en la dirección en la que quiere atacar y Blade golpea o patea en esa dirección. El jugador no tiene control sobre qué tipo de ataque ejecuta Blade, solo la dirección en la que ataca. Blade también puede bloquear, encadenar ataques juntos en combos y realizar "movimientos finales", como agarrar a un enemigo en una llave y clavar una estaca en su cabeza.
Una característica importante del juego es el modo Furia. Luchar lenta y metódicamente aumenta el medidor de Furia de Blade a través de tres niveles: "Espada", "Escudo" y "Fuerza". Si el jugador activa el modo Rage en el primer nivel, Blade sacará su espada y la usará por un tiempo limitado. Si se activa en el segundo nivel, Blade usa su espada y se vuelve invencible. Si se activa en el tercer nivel, Blade usa su espada, se vuelve invencible y aumenta su fuerza.
Al comienzo del juego, Blade está equipado solo con una "pistola mach", pero a medida que el jugador avanza, puede desbloquear otras armas y accesorios; una escopeta, una guja, un chaleco antibalas más fuerte, nudillos plateados, granadas UV y suero para aumentar la regeneración de salud de Blade.

## Trama
Blade II tiene lugar seis meses después de los eventos de la película, con Blade habiendo vencido a Nomak y los Reapers.
El juego comienza con Blade (con la voz de Tom Clark) y Whistler (Don Delciappo) recibiendo información de que se está produciendo un intercambio de sangre entre un equipo de la mafia y un clan de vampiros en el estacionamiento de Karkov Towers, un bloque de pisos de varias empresas y posible casa segura para vampiros. Blade llega justo a tiempo para ver el intercambio, con un vampiro de traje que desaparece en la torre con un maletín. Según Whistler, el maletín contiene un frasco de ADN y debe recuperarse. Blade se abre camino hacia la torre a través del estacionamiento subterráneo, y luego pasa por el club nocturno "Exploitika" antes de destruir la mainframe computer de una compañía dirigida por vampiros llamada Nth Phase. Finalmente, encuentra al vampiro con el maletín, quien revela que el ADN es en realidad el de Damaskinos, antiguo señor supremo de la Nación Vampiro, y un secuenciador de ADN actualmente está desentrañando el ADN. Blade es capaz de destruir la máquina y luego se encuentra con Whistler en el techo. Whistler le da un bote de veneno, que Blade coloca en el sistema de ventilación, matando a todos los vampiros en el edificio.
Sin embargo, al regresar a su base, Blade y Whistler descubren que su aliado, el Dr. Grant (Kate Magowan) ha sido secuestrado por el clan de vampiros Byron. Siguiendo su señal GPS conduce a una estación de metro donde Blade se abre camino a través de los vampiros hacia las alcantarillas, donde se le une Whistler, quien coloca una serie de bombas. Blade detona los explosivos y sigue las alcantarillas hasta el asilo Gaunt Moor, donde los Byron se han llevado a Grant. Blade la rescata y ella explica que los vampiros están torturando a los humanos para capturar la "energía oscura", un experimento que han llamado "Proyecto: Vorpal". Blade la escolta fuera del edificio y regresa para investigar a Vorpal. Descubre que los vampiros están usando la energía oscura para intentar crear un guerrero súper vampiro mucho más fuerte que incluso un segador. Sin embargo, Blade puede destruir la cámara de incubación y Grant luego revela que el clan Arcan está realmente detrás del proyecto, no los Byrons.
Blade se dirige a la base de la montaña del Arcan. Se infiltra en la instalación y destruye las cámaras de almacenamiento de energía oscura. Luego se encuentra con Grant, a quien acompaña al receptor de energía oscura. Sin embargo, antes de que pueda desconectarlo, se ve atrapada en una explosión. Mientras muere, le dice a Blade que debe destruir el núcleo. Se dirige hacia allí y se encuentra con Whistler, quien coloca una serie de bombas. El dúo huye de la base y desencadena las explosiones, destruyendo el núcleo y poniendo fin al Proyecto: Vorpal.

## Desarrollo
Blade II fue anunciado el 22 de enero de 2001 cuando Activision reveló que se habían asociado con los desarrolladores del Reino Unido Mucky Foot Productions para producir el juego para varios consolas de próxima generación. El 2 de febrero, en una entrevista con IGN, el director del juego, Mike Diskett, reveló que el juego estaría basado en cuerpo a cuerpo, pero los jugadores también tendrían acceso a la espada y las armas de fuego de Blade. Diskett explicó que Mucky Foot le había lanzado un juego a Activision llamado Sky Ships. Activision dejó de publicar el juego, pero quedó impresionado con el trabajo de Mucky Foot y les ofreció la franquicia Blade. Diskett también explicó que el sistema de combate en Blade II se había creado originalmente para Sky Ships, y reveló que el juego se lanzaría para PlayStation 2 y Xbox.
| "Habiendo visto la película, teníamos la idea de que Blade era, en cierto modo, un juego mejor que una película. Está muy basado en la acción y no hay mucho de una historia. Es casi como una simulación de un juego de computadora. Incluso hasta el hecho de que cuando los malos mueren, en realidad se desintegran. No hay cadáveres por ahí. Hay tantos aspectos que encajan perfectamente como un juego de ordenador".—— Mike Diskett; director |

El juego se dio a conocer el 20 de noviembre, cuando Activision anunció que no sería una adaptación directa de la película, sino una historia independiente que tiene lugar después de los eventos de la película. El sistema de combate de 360° también se demostró por primera vez. El juego se mostró a continuación en la E3 en mayo de 2002, donde se reveló el sistema Rage. El 23 de mayo, IGN publicó una vista previa completa. Al escritor Jeremy Dunham le gustó la idea del sistema de combate de 360 °, pero le resultó difícil acostumbrarse, y especialmente difícil cambiar de un objetivo a otro. También encontró que el sistema de cámara tenía fallas, a menudo quedando atrapado detrás de paredes y puertas. Sin embargo, elogió el juego por capturar bien el espíritu de la película (algo que sintió que el primer juego no pudo hacer) y admitió que estaba esperando la versión final.
El 20 de junio, IGN publicó una entrevista con el artista principal Fin McGechie. Entró en detalles sobre los orígenes del sistema de combate de 360°, que nació de las frustraciones de los desarrolladores con los juegos que permiten a los jugadores fijarse en un solo objetivo a la vez y obligarlos a cambiar manualmente cuando quieren atacar otra cosa.
IGN publicó otra vista previa el 26 de julio. En esta etapa, el sistema de combate había sido finalizado, pero la escritora Hilary Goldstein no estaba convencida. Criticó el hecho de que el jugador no podía controlar qué tipo de ataque hacía Blade en un momento dado (puñetazo, patada, codazo, etc.). En cambio, todo lo que el jugador podía hacer era controlar la dirección en la que atacaba. También criticó la falta de bloqueo durante el combate cuerpo a cuerpo y sintió que el sistema en general parecía inacabado; "Suena simple, pero de alguna manera no se traduce correctamente en el juego, ya que la mayoría de los combates se ven más caóticos de lo necesario. Sin forma de fijar objetivos específicos en el combate cuerpo a cuerpo, puede confundir a quién ' El estilo de combate, aunque diferente, es contrario a la forma en que los jugadores están acostumbrados a disfrutar de los juegos de acción. Eso podría significar un estilo de juego completamente nuevo para una persona, pero puede ser increíblemente frustrante para un jugador obstinado de la vieja escuela como yo".
El juego fue lanzado en Norteamérica el 3 de septiembre, el mismo día en que se lanzó la película en DVD.

## Recepción
La versión de Xbox de Blade II recibió críticas "mixtas", mientras que la versión de PlayStation 2 recibió "críticas generalmente desfavorables", según el sitio web agregador de reseñas Metacritic.
Martin Taylor de Eurogamer fue crítico con el sistema de combate, argumentando que para lograr combos, el jugador tenía que jugar demasiado lento: "La forma en que se implementa el sistema ha convertido las artes marciales de Blade habilidades desde una brutal danza de la muerte hasta más bien un torpe vals de confusión ". También fue muy crítico con el hecho de que la espada solo es accesible en el modo Rage, encontró el promedio de gráficos y la actuación de voz "preocupantemente mala". Concluyó: "Blade II es una oportunidad perdida. ¿Cuál debería haber sido una buena oportunidad para un combate al estilo Devil May Cry con personajes fantásticos y En cambio, los entornos reconocibles han resultado ser un paseo extremadamente aburrido e incómodo a través de algunos niveles aburridos".
Kevin Murphy de GameSpy también criticó el uso limitado de la espada en la versión de PS2: "Esto finalmente daña el juego, ya que es muy divertido piratear con la espada". También le disgustaba el sistema de combate: "Los jugadores simplemente están empujando el joystick analógico derecho y no tienen ningún control sobre los movimientos reales que utiliza Blade, solo la dirección de su ataque. Si bien este es un esquema de control maravilloso cuando los enemigos te rodean, simplemente no es tan bueno como dejar que el jugador decida golpear, patear o lanzar". Concluyó que "'Blade II no es del todo malo. Tiene sus momentos y los fanáticos del personaje estarán contentos, pero no muy contentos con el título. Sin embargo, tanto los jugadores incondicionales como los casuales se cansarán muy rápido". Steve Steinberg escribió sobre el sistema de combate de la versión para Xbox, "probablemente tenía más sentido en teoría que en la aplicación real", llamándolo "la versión de palanca de la combinación de botones". También criticó la IA, diciendo: "El juego hubiera sido mucho mejor con menos enemigos, pero más inteligentes. Tal como está, eres tú contra ola tras ola de enemigos poco desarrollados". Concluyó: "En última instancia,  Blade II  se juega más como un plataforma para adultos que como un título de acción [...] Limpia un poco el lenguaje áspero, dale a Blade una gran, bulbosa, cabeza cursi, y reemplaza los millones de vampiros por nivel con un número igual de baratijas coleccionables y tendrás algo que la multitud de Nintendo puede abordar cuando terminen con el último jugueteo de Mario.
Jeff Gerstmann de GameSpot dijo: "Blade II tiene una de las peores IA enemigas en lo que va de año". Criticó los gráficos, el sonido y los controles, y concluyó: "si te encuentras comprando algunos artículos relacionados con Blade II, dale un paso en el juego y cíñete a la película. Mala IA, aburrido el diseño y la presentación mediocre se suman para hacer de Blade II un juego que definitivamente deberías saltarte".
Jeremy Dunham de IGN dijo sobre la versión de PS2, "no hay mucho que encontrar más allá de los horrendos controles y la jugabilidad sospechosamente mala". Criticó el sistema de control y dijo que "por admirable que pueda ser el intento de un nuevo sistema de ataque, creemos que un método de ataque más tradicional habría sido una mejor manera de hacerlo". También fue crítico con los gráficos y concluyó, "Blade II se ha convertido en nuestro ejemplo más reciente de cómo NO hacer un videojuego con licencia de película". Hilary Goldstein tampoco quedó impresionado con la versión para Xbox. Él también fue crítico con el sistema de combate, encontrándolo demasiado limitante: "El sistema de combate parece estar pidiendo más. Cadenas, agarres, fluidez. Pero esas cosas están ausentes. Porque tienes que usar el joystick, y porque el joystick representa la dirección de un ataque y el ataque en sí, el combate parece muy forzado". También fue crítico con la historia, las misiones y la IA, refiriéndose al juego como "una distracción momentánea en la vida de los videojuegos".

### Ventas
Blade II fue un fracaso comercial, vendiendo menos de medio millón de unidades en ambas plataformas. Su fracaso fue indirectamente responsable del cierre de Mucky Foot Productions. Cuando Mucky Foot adquirió la franquicia Blade, ya habían desarrollado dos fracasos comerciales: Urban Chaos y Startopia, ambos publicados por Eidos. Mucky Foot quería hacer Urban Chaos 2, pero Eidos no estaba especialmente interesado. Según el director de la empresa Gary Carr:

Mucky Foot tuvo dos  strikes. En realidad, no estábamos ganando dinero. Solo estábamos sacando mucho dinero para hacer juegos, que no vendían lotes. Llevamos el contrato de [Blade]  a una especie de - supongo - mantener vivo a Mucky Foot. En ese momento, Eidos nos estaba dando la espalda - estaban empezando a retraerse. Podíamos verlos físicamente retrayéndose de nosotros. Firmamos el juego para nuestra propia supervivencia, hasta cierto punto.

Sin embargo, debido a que el juego tenía que estar listo para enviarse para coincidir con el lanzamiento en DVD de la película en Norteamérica, el desarrollo se apresuró y el juego se lanzó antes de que los desarrolladores estuvieran completamente satisfechos con él. Después de terminar con Blade II, Mucky Foot comenzó a trabajar en dos adaptaciones cinematográficas más: Bulletproof Monk para Empire Interactive y Punisher para THQ. Sin embargo, THQ no estaba impresionado con Blade II y canceló The Punisher, lo que dejó a Mucky Foot en la posición de no poder completar Bulletproof Monk sin dejar ir al personal, lo que no estaban dispuestos a hacer. Pasaron varios meses volviendo a lanzar Sky Ships, el juego que se había convertido en Blade II, a varios editores, pero no pudieron generar ningún interés, y la compañía cerró en octubre de 2003.